# Love Parade

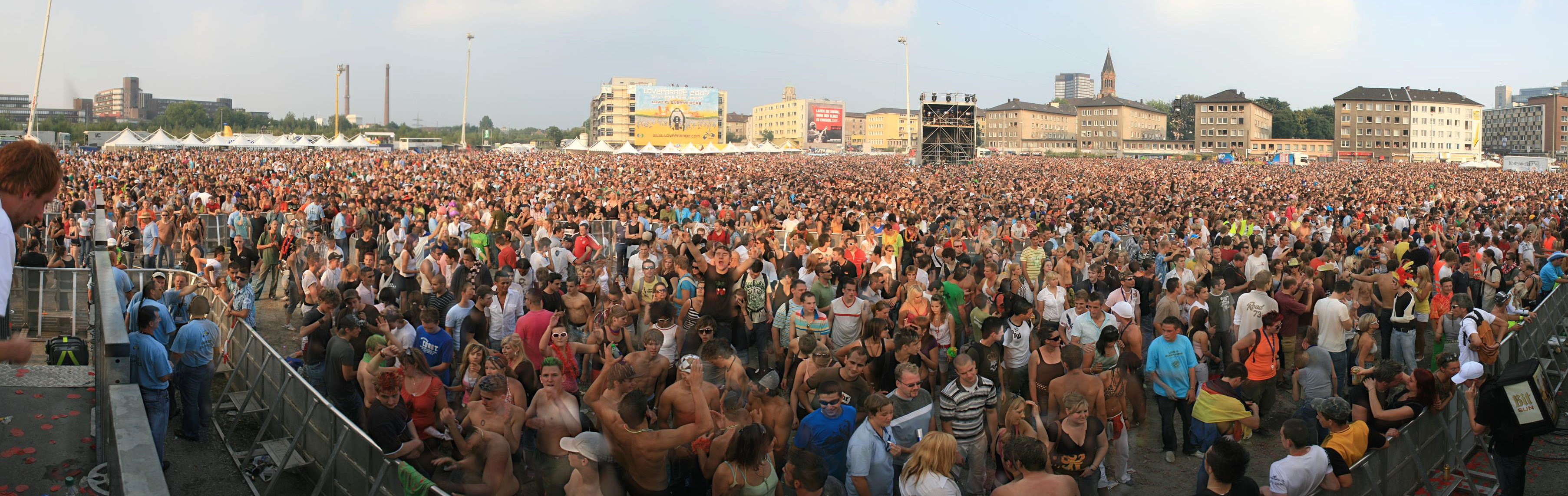
Love Parade 2007

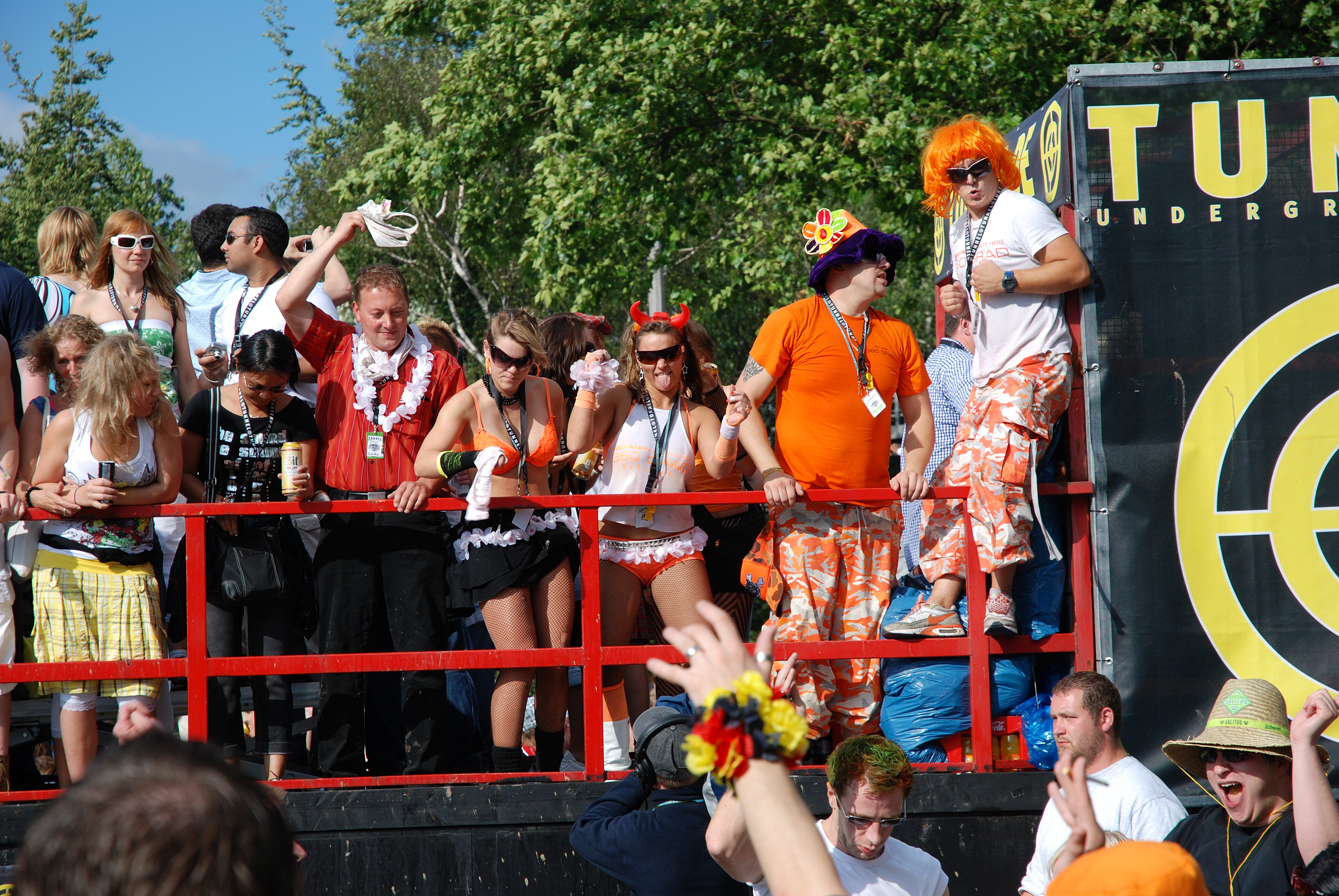
Love Parade 2008

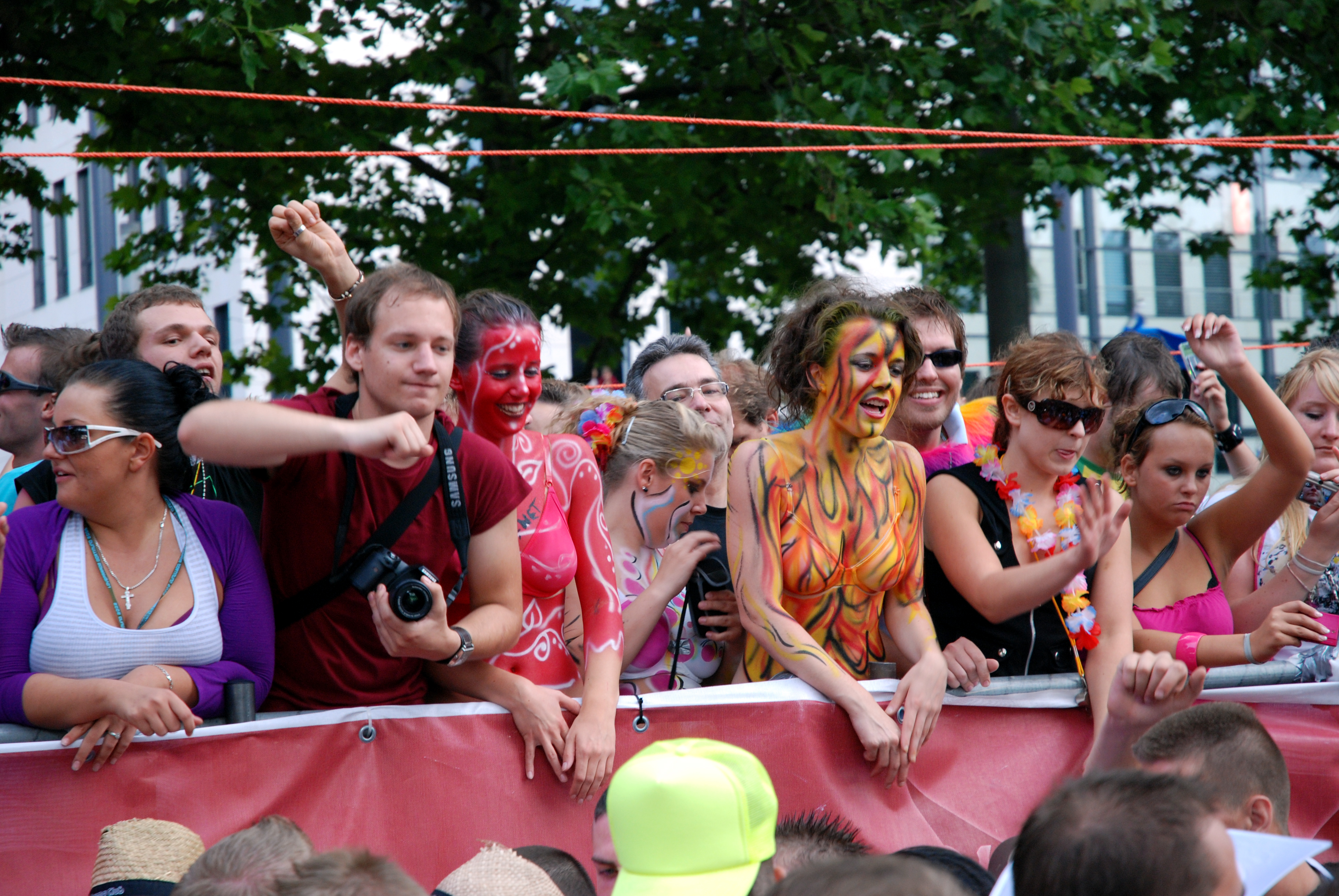
Love Parade 2008

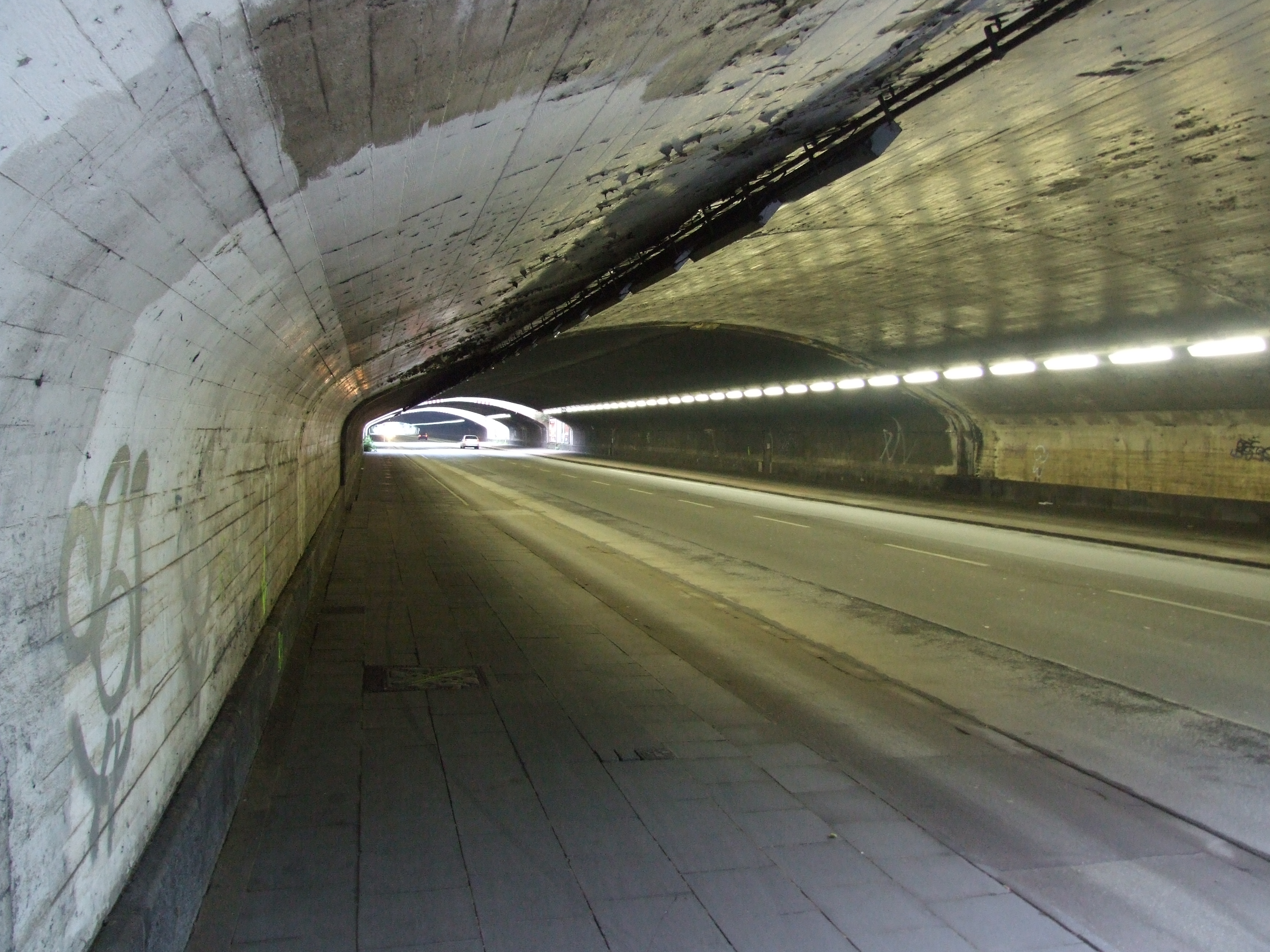
Jedyne wejście i wyjście zarazem na Love Parade 2010. Miejsce tragedii, która zakończyła cykl imprez.

Love Parade lub Loveparade (pol. Parada Miłości) – największy, plenerowy festiwal muzyki elektronicznej, który był organizowany od 1989 do 2010. Festiwal miał charakter cykliczny i odbywał się co roku, jednak 3-krotnie zdarzyło się, że impreza nie doszła do skutku. Należał obok Mayday do najstarszych imprez tego typu. Od 1989 do 2006 organizowany był w Berlinie, później w miastach Zagłębia Ruhry. Na Paradzie grana była głównie muzyka taka jak: trance, house, techno, schranz oraz minimal. Organizowane są także imprezy wzorowane na berlińskiej w wielu miastach na całym świecie. Do charakterystycznych cech festiwalu należała jego forma, polegająca na przemarszu głównymi arteriami miasta do punktu docelowego festiwalu. Przemarszowi towarzyszyły samochody ciężarowe, platformy, zapewniające nagłośnienie i oprawę świetlną.
Sama nazwa festiwalu wywodzi się od jego charakterystycznej formy, marszu – parady.

## Historia
Pierwsza parada odbyła się pod hasłem Friede Freude Eierkuchen w tym samym czasie co londyńskie Summer Of Love. Akcje przeprowadzano w Turbine Rosenheim, gdzie jednym z pierwszych didżejów był Dr. Motte. Historyczny marsz wyruszył 1 lipca 1989 o godzinie 18 z Wittenbergplatz i przez Kurfürstendamm (w skrócie Ku'damm). Okazją do zorganizowania imprezy były urodziny właśnie Dr. Motte. Ze względów formalnych wpisano imprezę jako demonstrację polityczną (dosłownie tłumaczone jako "pokój, radość, naleśniki" niemieckie hasło Friede, Freude, Eierkuchen, jest zwrotem oznaczającym jedność i harmonię).
Rok później marsz odbył się pod hasłem The Future Is Ours. W porównaniu z rokiem poprzednim frekwencja wzrosła o 1233%, w paradzie wzięło bowiem udział sześć ciężarówek reprezentujących berlińskie kluby i około 2000 osób. Miejsce startu i trasa były te same, zmieniła się tylko pora i dzień – 7 lipca godzina 16 – i AfterParty, które odbywały się w berlińskim klubie UFO. Późniejsze Love Parade były organizowane na osi Bismarkstraße/Straße des 17. Juni i w parku Tiergarten
Love Parade były organizowane w sensie formalnym jako manifestacje polityczne. Zmuszało to władze Berlina do znacznych wydatków związanych z zapewnieniem bezpieczeństwa, sprzątaniem itd. Gdy ostatecznie ustalono, że impreza utraciła charakter manifestacji, domagano się ponoszenia kosztów przez organizatorów. To spowodowało odwołanie Love Parade w latach 2004 i 2005.
Impreza została reaktywowana w 2006 i odbyła się 15 lipca. Podczas tej edycji po raz pierwszy wprowadzono głosowanie online dotyczące występujących na platformach artystów.
W 2007 Love Parade odbyła się w Essen. Organizatorzy twierdzili, że nie mogli się porozumieć z władzami Berlina.
W 2010 roku, podczas parady w Duisburgu doszło do tragedii – w wyniku wybuchu paniki 21 osób zginęło, a ok. 510 zostało rannych. Z powodu tej tragedii ogłoszono, że Parada Miłości nie będzie już w przyszłości organizowana.

## Motta i hymny
| Data       | Motto                                         | Hymn                              | Miasto   | Liczba uczestników |
| ---------- | --------------------------------------------- | --------------------------------- | -------- | ------------------ |
| 01.07.1989 | Friede, Freude, Eierkuchen                    |                                   | Berlin   | 150                |
| 07.07.1990 | The Future Is Ours                            |                                   | Berlin   | 2000               |
| 06.07.1991 | My House Is Your House And Your House Is Mine |                                   | Berlin   | 6000               |
| 04.07.1992 | The Spirit Makes You Move                     |                                   | Berlin   | 15 000             |
| 03.07.1993 | The Worldwide Party People Weekend            |                                   | Berlin   | 31 000             |
| 02.07.1994 | Love 2 Love                                   |                                   | Berlin   | 120 000            |
| 08.07.1995 | Peace On Earth                                |                                   | Berlin   | 500 000            |
| 13.07.1996 | We Are One Family                             | I'm Energy                        | Berlin   | 750 000            |
| 12.07.1997 | Let The Sunshine In Your Heart                | Sunshine                          | Berlin   | 1 000 000          |
| 11.07.1998 | One World One Future                          | One World One Future              | Berlin   | 1 100 000          |
| 10.07.1999 | Music Is The Key                              | Music Is The Key                  | Berlin   | 1 500 000          |
| 08.07.2000 | One World One Loveparade                      | One World One Loveparade          | Berlin   | 1 300 000          |
| 21.07.2001 | Join The Love Republic                        | You Can't Stop Us                 | Berlin   | 1 000 000          |
| 13.07.2002 | Access Peace                                  | Access Peace                      | Berlin   | 750 000            |
| 12.07.2003 | Love Rules                                    | Love Rules                        | Berlin   | 700 000            |
| 2004       | Parada nie odbyła się                         | —                                 | —        | —                  |
| 2005       | Parada nie odbyła się                         | —                                 | —        | —                  |
| 15.07.2006 | The Love Is Back                              | United States Of Love             | Berlin   | 1 200 000          |
| 25.08.2007 | Love Is Everywhere                            | Love Is Everywhere (New Location) | Essen    | 1 200 000          |
| 19.07.2008 | Highway to Love                               | Highway to Love                   | Dortmund | 1 600 000          |
| 2009       | Parada nie odbyła się                         | —                                 | Bochum   | —                  |
| 24.07.2010 | The Art of Love                               | The Art of Love                   | Duisburg | 1 400 000          |